# Kondarajanahalli, Kolar
Kondarajanahalli là một làng thuộc tehsil Kolar, huyện Kolar, bang Karnataka, Ấn Độ.